# 茧衣香青
茧衣香青（学名：Anaphalis chlamydophylla）为菊科香青属的植物，是中国的特有植物。分布在中国大陆的云南等地，生长于海拔2,700米至3,650米的地区，一般生于亚高山草地、稀疏杂木林中、针叶林及石灰岩层上，目前尚未由人工引种栽培。